# Deserto da Arábia

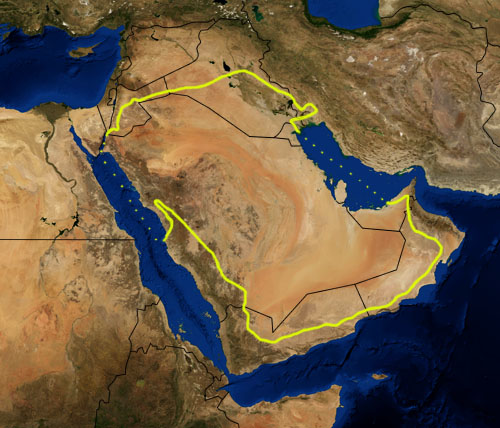
Deserto da Arábia

O Deserto da Arábia, ou ainda, Deserto Arábico é um deserto imenso que se estende do Iêmen até a Jordânia e o Iraque. Ele ocupa a maior parte da Arábia Saudita, com uma superfície de 2 330 000 km². No seu centro está o Rub al-Khali, um dos maiores corpos contínuos de areia no mundo. Ele faz parte dos desertos e bosques de arbusto xéricos temperados e das ecozonas paleártica e afrotropical.
Gazelas, oryx, gatos-do-deserto e lagartos uromastyx são algumas das espécies animais adaptadas ao ambiente hostil do deserto.
O clima é seco, com precipitações geralmente em torno de 100mm por ano, e as temperaturas oscilam entre temperaturas muito altas e o frio gélido durante o período frio. Este deserto é notavelmente quente no verão, mesmo nos lugares situados no litoral do Golfo Pérsico.
Essa ecorregião possui pouca biodiversidade, apesar disso, plantas endêmicas adaptadas crescem lá. Numerosas espécies, como a hiena-listrada, os chacais e os ratéis foram extintos dessa região devido à caça, da invasão humana e destruição de seus habitats. Outras espécies foram reintroduzidas com sucesso, como a gazela-do-deserto-da-Arábia, e são protegidas  dentro de reservas.Atualmente o uso excessivo da região para a criação de pasto para gado e a circulação de veículos fora da estrada são as principais ameaças desse frágil ecossistema.

## Geologia e Geografia
Detalhes das características geológicas:
- O corredor de terra arenosa conhecido como o deserto de Dana liga o grande deserto de Nefude no norte da Arábia Saudita ao Rub al-Khali, no sudeste,
- A escarpa de Tuwaiq, região de 800 km², de arcos de falésias calcárias, de planaltos e de cânions.
- A areia movediça de Umm al-Samim.
- Os Areiais de Wahiba, no Omã, um mar de areia isolada no litoral da costa leste.
- O Rub al-Khali.

## Recursos naturais
Os recursos naturais incluem petróleo, gás natural, fosfatos e enxofre.

## Territórios
O território do deserto da Arábia abrange A Arábia Saudita, Bahrein, o Catar, os Emirados Árabes, o Iêmen, o Iraque, a Jordânia, o Kuwait e o Omã.